# John Suhartono
John Suhartono es un deportista indonesio que compitió en taekwondo. Ganó una medalla de bronce en el Campeonato Asiático de Taekwondo de 1992, en la categoría de –50 kg.

## Palmarés internacional
| Campeonato Asiático | Campeonato Asiático    | Campeonato Asiático | Campeonato Asiático |
| Año                 | Lugar                  | Medalla             | Categoría           |
| ------------------- | ---------------------- | ------------------- | ------------------- |
| 1992                | Kuala Lumpur (Malasia) | Medalla de bronce   | –50 kg              |